# Dumbrava veche (monument al naturii)
Dumbrava veche (în ucraineană Вікова діброва) este un monument al naturii de tip botanic de importanță locală din raionul Adâncata, regiunea Cernăuți (Ucraina), situat la vest de satul Valea Cosminului. Este administrat de „Silvicultura Cernăuți” (parcelele 15/6).
Suprafața ariei protejate constituie 3 hectare, fiind creată în anul 2001 prin decizia comitetului executiv regional. Statutul a fost acordat pentru protejarea unei porțiuni ale pădurii valoroase de stejar.